# Rue Camille-Desmoulins (Issy-les-Moulineaux)
Pour les articles homonymes, voir Rue Camille-Desmoulins.
La rue Camille-Desmoulins est un des axes principaux d'Issy-les-Moulineaux, en France.

## Situation et accès

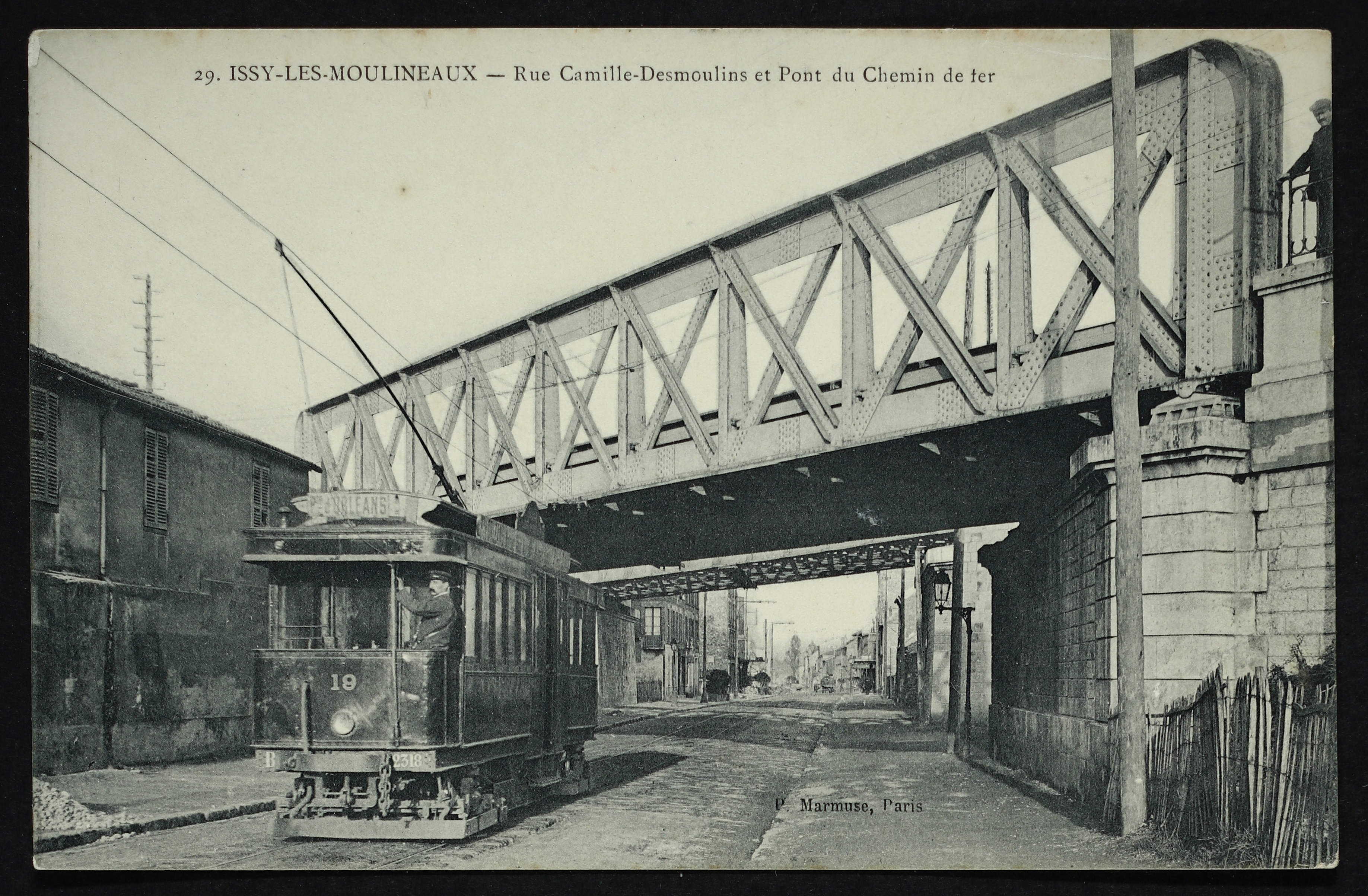
Issy-les-Moulineaux - Rue Camille-Desmoulins et pont du Chemin de fer.

Elle croise notamment le boulevard Gallieni à Paris, ainsi que la rue Rouget-de-Lisle qui mène au pont d'Issy.
Elle est desservie par la gare d'Issy-Val de Seine.

## Origine du nom

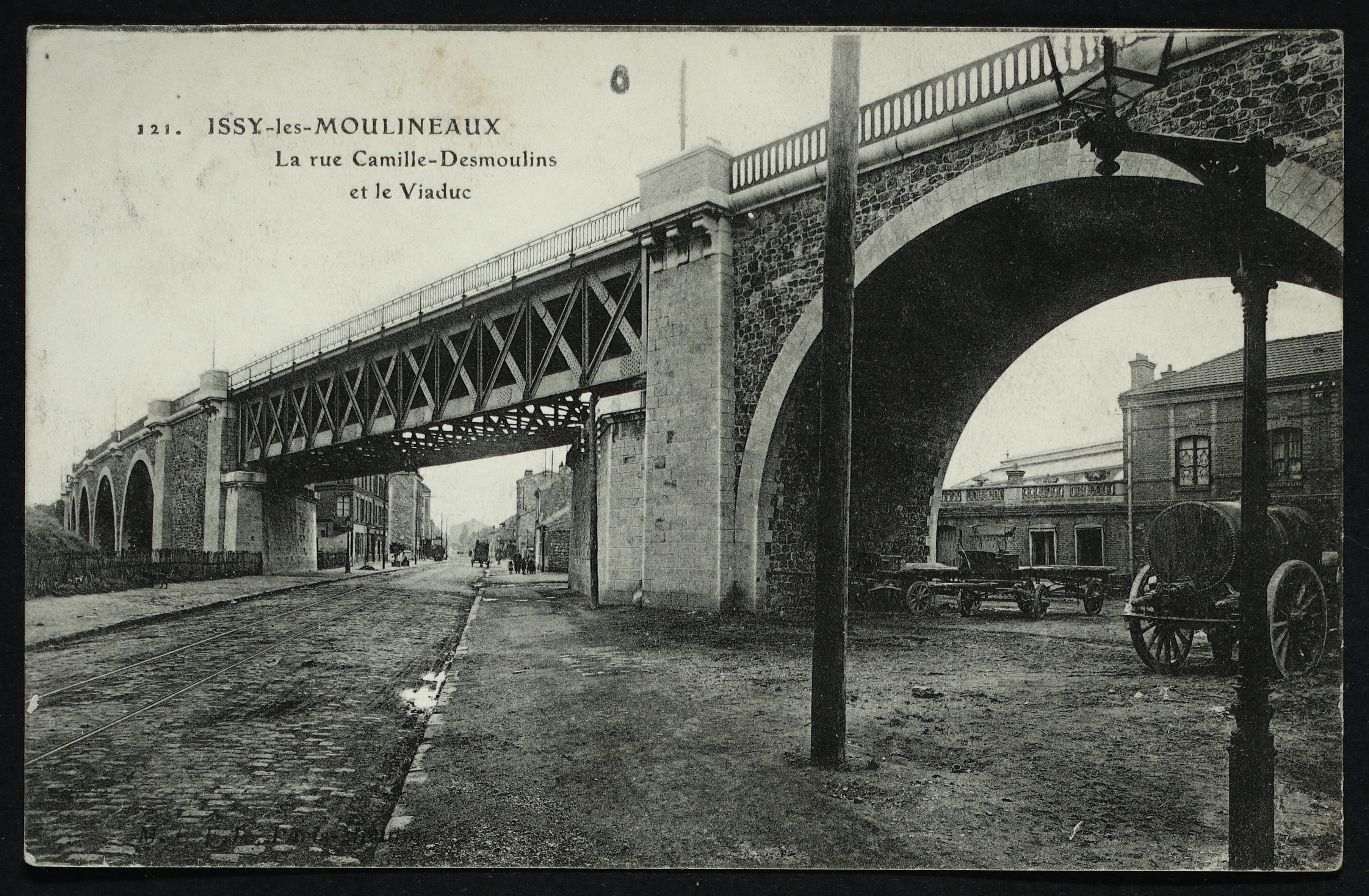
Carte postale - Issy-les-Moulineaux - La rue Camille-Desmoulins et le Viaduc.

Cette voie de communication est nommée en hommage au journaliste, homme politique et acteur de la Révolution française, Camille Desmoulins (1760-1794).

## Historique

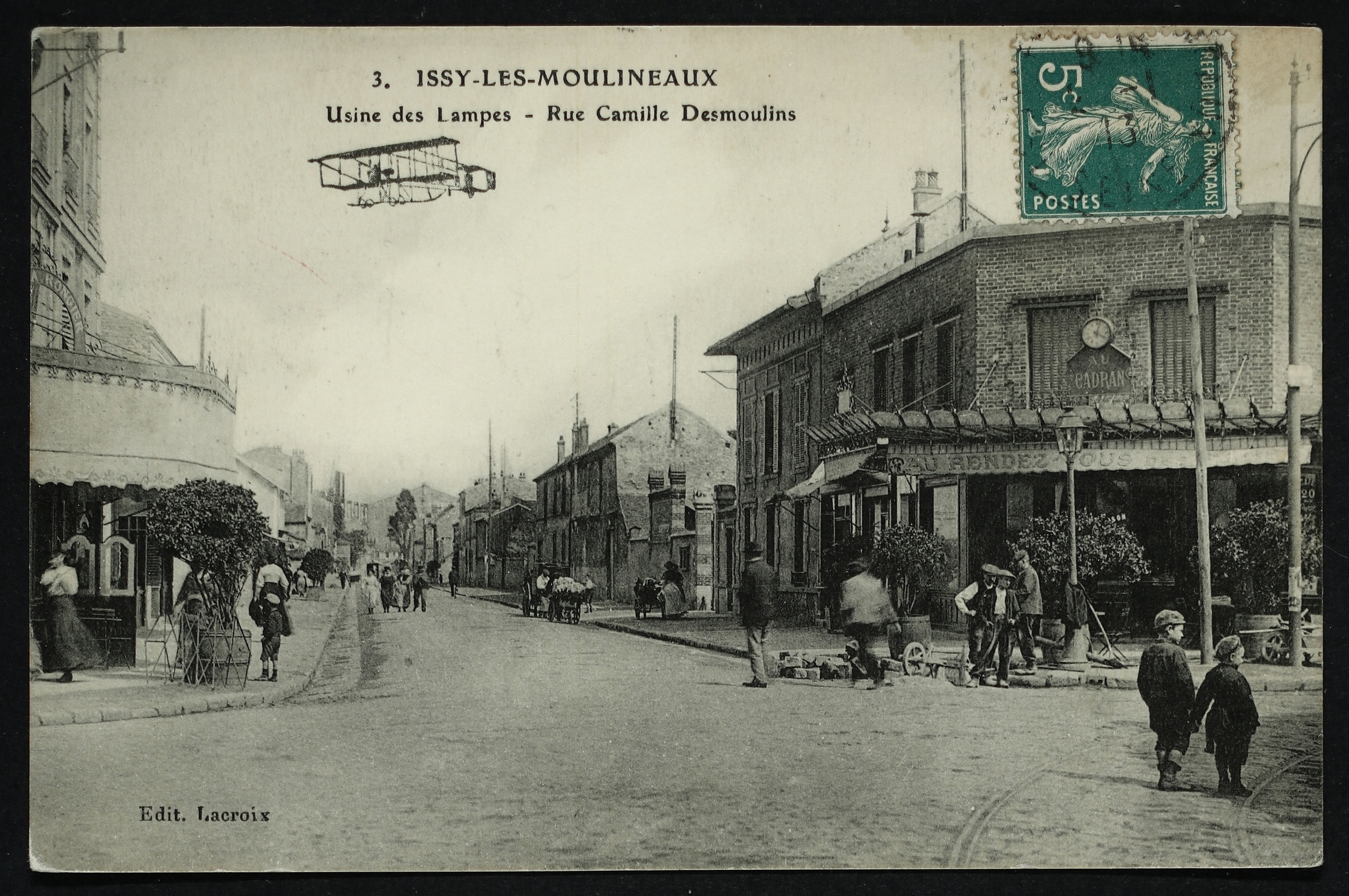
Usine des Lampes - Rue Camille-Desmoulins à Issy.

Cette rue a porté jadis le nom de « chemin des Charbonniers » ou « chemin de Sèvres » au XVIIe, puis de « chemin des Bœufs » au début du XIXe.
Son tracé remonte au XVIIe pour sa partie ouest. À l'est, elle rejoignait autrefois Paris lorsqu'elle fut interrompue en 1893 par le champ de manœuvres, puis par l'aérodrome d'Issy-les-Moulineaux. Elle prend sa dénomination actuelle par délibération du Conseil municipal du 21 avril 1894.
Lors de la crue de la Seine de 1910, la rue est entièrement inondée.
Dans les années 1930, la suppression de l'aérodrome lui permit de reprendre son tracé historique, rectiligne. Elle se vit prolongée vers la capitale avec la création de la rue Henri-Farman et, plus loin, la rue Henry-Farman à Paris.

## Bâtiments remarquables et lieux de mémoire

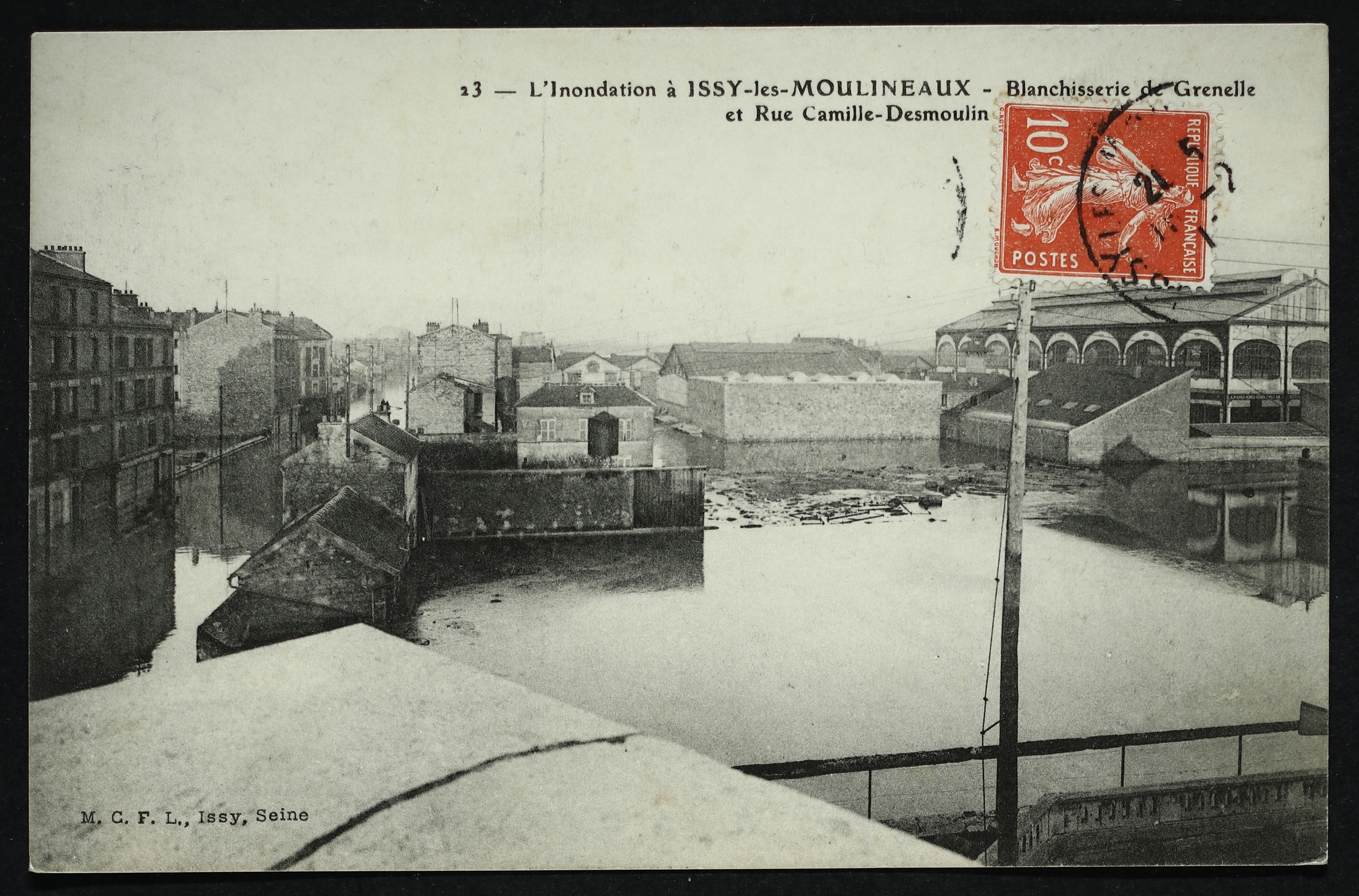
L'inondation de 1910 - Blanchisserie de Grenelle et Rue Camille-Desmoulins.

De nombreuses industries se trouvaient à cet endroit, notamment liées à l'aéronautique. De nouvelles entreprises ont pris leur place.
- Emplacement de l'usine de la Compagnie des lampes électriques[5], ouverte en 1898, à l'angle de l'ancien rond-point Rouget-de-Lisle[6].
- À l'angle de la rue Rouget-de-Lisle se trouvait la blanchisserie de Grenelle, dont tout a disparu[7].
- Siège de Safran[8].
- Siège de Canal+[9], dans l'immeuble Sways[10].
- Siège de France 24 et de sa maison mère, France Médias Monde[11].
- Siège d'Icade[12].
- Parc omnisports Suzanne-Lenglen.